# 格式塔心理學美學
格式塔心理學美學認為整體先於部份，並決定部份的本質，強調心理實驗，是一種現代實驗心理學。

## 代表思想家

### 阿恩海姆
阿恩海姆認為知覺結構是一種特殊的力的結構，也是一種對力的感受結構，審美體驗即是一種對力的體驗，人們在知覺某種特定的形象時所感知到的力，它具有擴張和收縮，衝突和一致。上升和降落，前進和後退，等基本性質 所謂不動之動的張力，就是表現性的基礎，藝術張力結構是由知覺對象本身的結構骨架決定的。格式塔心裡學美學是一種 自下而上的美學。它自覺地將有機整體的方法運用於美學研究，為美學研究注入一種新鮮血液。 

## 格式塔的定义
格式塔，是德语Gestalt的音译，而完形，才是这个词的意译。Gestalt的基本含义是：形态、形状、定型。
格式塔心理学美学，原文 Gestal Psychology 又名"完形心理学"。它的核心观点是：整体先于部份，并决定部份的本质，强调心理实验，是一种现代实验心理学。